# Megalapura, Mysore
Megalapura là một làng thuộc tehsil Mysore, huyện Mysore, bang Karnataka, Ấn Độ.